# Світлодіодний принтер
Світлодіодний принтер (англ. Light emitting diode printer, LED printer) - один з видів принтерів, що являє собою гілку розвитку технології лазерного друку. Як і лазерний, світлодіодний принтер призначений для перенесення текстового або графічного зображення з цифрового носія на папір . Швидкість світлодіодних апаратів приблизно дорівнює швидкості лазерних, але у цих двох технологій є і принципові відмінності.

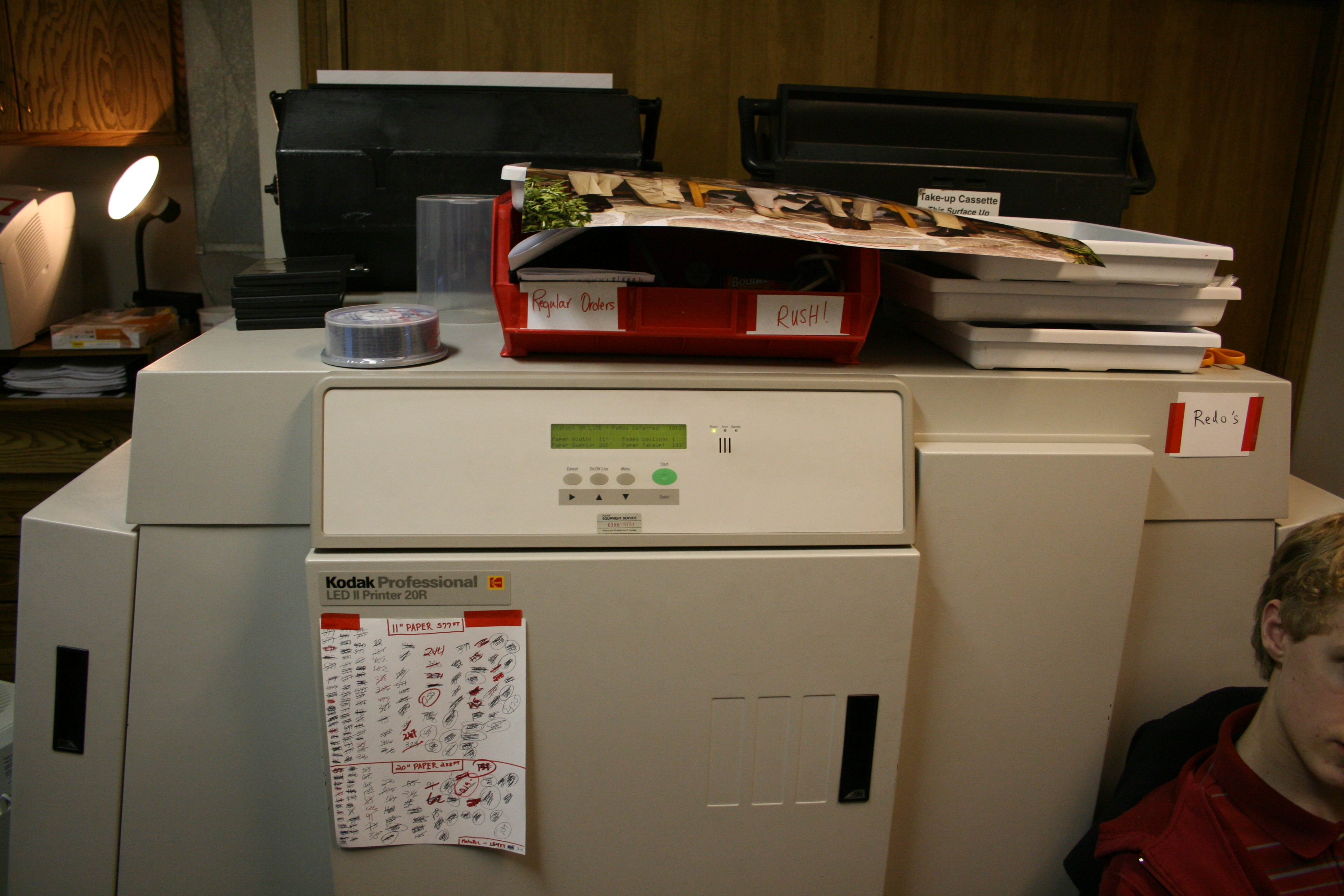
Світлодіодний принтер Kodak

## Принцип роботи
Принципова відмінність світлодіодного принтера від лазерного полягає в механізмі освітлення світлочутливого валу. У разі лазерної технології це робиться одним джерелом світла (лазером), який за допомогою скануючої системи призм і дзеркал пробігає по всій поверхні валу. А у світлодіодних принтерах замість лазера використовується світлодіодна лінійка, розташована вздовж усієї поверхні валу. Кількість світлодіодів у лінійці становить від 2,5 тис. до 10 тис. штук, залежно від роздільної здатності принтера.
Принцип роботи світлодіодних принтерів у чомусь схожий з принципом роботи лазерних. Робота принтера заснована на принципі сухого електростатичного переносу — джерело світла освітлює поверхню світлочутливого валу, вплив світла викликає зміну заряду в освітлених частинах барабана, за рахунок чого до них прилипає порошкоподібний тонер. Методи переносу тонера на барабан, на папір, і закріплення його в грубці, ідентичні аналогічним методам, що використовуються при лазерному друці — вал прокочується по паперу, переносячи на нього тонер, після чого папір передається до пристрою термічного закріплення (грубку), де за рахунок високої температури і тиску тонер закріплюється на папері, буквально впиваючись в нього (найкращий ефект закріплення тонера досягається при використанні сферичного тонера, розробленого у 1996 році компанією OKI Printing Solutions, в даний момент застосовується в принтерах і БФП OKI і Xerox).

## Переваги світлодіодної технології
Світлодіодна технологія має наступні переваги порівняно з лазерною :
- світлодіодна лінійка значно компактніша за скануючу систему лазерних принтерів, що позначається і на розмірах самих принтерів. Кольорові світлодіодні принтери майже у два рази менші, ніж їхні лазерні аналоги, а для монохромних моделей різниця у розмірі теж помітна, але не так яскраво виражена;
- через відсутність у механізмі формування зображення рухомих частин, механічна частина теоретично простіша й надійніша. Проте варто враховувати, що ресурс сучасних лазерних принтерів середнього та старшого класів становить від одного до десяти і більше мільйонів сторінок, при тому що блок лазера з блоком розгортки виходить з ладу найрідше;
- кожен світлодіод в лінійці дає світлові плями однакової форми — в лазерних принтерах використовуються додаткові лінзи, що коректують зміну геометрії світлової плями на краях фотобарабана. На практиці різниця непомітна;
- дані на світлодіодну лінійку можуть подаватися паралельно — електромагнітне випромінювання від включення великої кількості елементів буде близько до шумового і значно складніше здійснювати перехоплення даних за допомогою радіосканером . Однак на практиці до світлодіодної лінійки підходить шина з невеликою кількістю провідників — дані до лінійки подаються послідовно, що спрощує завдання перехоплення.

## Недоліки світлодіодної технології
- Для сучасної мікроелектроніки характерний істотний розкид параметрів — виробники заявляють ± 12-15%, реальний же розкид в партії досягає ± 30%. При роздільній здатності 600 крапок на дюйм і ширині зони друку до 216 мм (виробники принтерів враховують не тільки формат А4, але і американський Лист — 8,5 дюймів) світлодіодна лінійка повинна складатися з приблизно 5000 світлодіодів — і для кожного з них неможливо передбачити систему компенсації відхилення яскравості світіння — в результаті нерівномірність свічення окремих світлодіодів призводить до смуг уздовж ходу руху паперу з підвищеною і зниженою насиченістю друку . На відміну від світлодіодних, для лазерних принтерів необхідно коригувати параметри тільки одного джерела — лазерного світлодіода; при цьому можна проводити пряме вимірювання яскравості променя безпосередньо під час друку шляхом установки фотодатчика на шляху сканування променя поза робочої зони . Крім того, в лазерному принтері можна ввести компенсацію відхилення яскравості променя зміною електричних параметрів — наприклад, напругою заряду фотобарабана .
- Для підвищення якості зображення (згладжування контурів) в ксерографічного друку використовують зміну розміру (або насиченості) елементарних точок і зміщення на половину діаметра точки . Зміна розміру або насиченості доступні і для світлодіодної, і для лазерної технології . Зміщення для світлодіодних моделей неможливе (світлодіоди жорстко фіксовані), в той час як для лазерної технології це легко реалізується зміщенням часу ввімкнення лазера.
- Через мініатюрні розміри обмежені можливості фокусування світла від окремих діодів лінійки. Застосування лазерної технології дозволяє використовувати довгофокусну схему — промінь на досить великій довжині має малу площу перетину, при цьому набагато нижче вимоги по точності установки і юстировку оптики.
- Максимальна продуктивність представлених на ринку пристроїв із світлодіодною технологією становить до 40 сторінок на хвилину; лазерні пристрої демонструють до 110–135 сторінок в хвилину і більше.

Типовою ілюстрацією недоліків світлодіодним технології може служити рішення компанії Кіосера — Міта (Kyocera Mita —): у моделях кольорових принтерів FS-C5015/FS-C5025/FS-C5030 використовувалися світлодіодні лінійки; в наступних поколіннях виробник відмовився від них на користь лазерних блоків (моделі FS-C5100/FS-C5200/FS-C5300/FS-C5400 , і потім FS-C5150/FS-C5250/FS-C5350) . При цьому габарити принтерів практично не змінилися.

## Сферичний тонер з подвійною структурою
Сферичний тонер з подвійною структурою застосовується і в лазерного друку, однак розроблений він був компанією OKI , для своїх світлодіодних принтерів . На даний момент сферичний тонер виробляють більшість компаній, що постачають лазерні принтери .
Сферичний тонер, як виявляється з назви, являє собою мікроскопічні кульки приблизно рівного розміру, в результаті чого при переносі зображення на папір, сферичний тонер дозволяє отримати більш чітку точку, ніж мелений тонер, який розтискується по паперу і в точку, і в овал, і в щось безформне .
Тонер з подвійною структурою складається з твердої оболонки, і більш м'якого, легкоплавкого ядра. У грубці спочатку плавиться ядро, і до моменту, коли розплавиться більш щільна оболонка, ядро тонера вже являє собою рідину, яка, потрапляючи на папір, глибоко проникає в його структуру. Через таку складну структуру, сферичний тонер значно дорожчий за звичайний мелений, який застосовується у лазерних принтерах.

## Кольорові світлодіодні принтери
Файл кольорового зображення (у форматі JPG , BMP , PDF і т. д.) передається на принтер, де растровий процесор принтера розкладає зображення на чотири базових кольори: блакитний, жовтий, пурпурний і чорний.
Подальший процес схожий з процесом друку монохромного зображення, з тією лише різницею, що кожен з чотирьох фотобарабанів наносить на папір свій колір. Більшість світлодіодних принтерів роблять це за один прохід паперу. В результаті, після змішування кольорів на папері й термічного закріплення тонера в грубці, ми маємо кольорове зображення .
Усі недоліки світлодіодного друку порівняно з лазерним актуальні і для кольорових принтерів. Порівнянні надійність та якість, але набагато більша собівартість не компенсуються меншим розміром принтерів.

## Швидкість друку і допустиме навантаження
Швидкість друку від застосування світлодіодної лінійки або лазера не залежить, а визначається швидкістю роботи механізму. Найпродуктивніший з наявних на ринку на вересень 2012 світлодіодних принтерів — OKI С9655 — здатний видавати на хвилину 36 кольорових або 40 монохромних сторінок формату А4. Гранично допустиме навантаження на нього становить 150 000 сторінок на місяць, що є співставним з лазерними принтерами середнього рівня.